# Đảng Cộng sản Cuba
Đảng Cộng sản Cuba (tiếng Tây Ban Nha: Partido Comunista de Cuba - PCC) hiện là chính đảng duy nhất được công nhận chính thức tại Cuba. Đảng Cộng sản Cuba hoạt động dựa trên nền tảng chủ nghĩa Marx-Lenin. Hiến pháp hiện nay của Cuba quy định vai trò của đảng này là "lực lượng lãnh đạo xã hội và nhà nước". Lãnh đạo Đảng hiện nay là Bí thư thứ nhất Miguel Díaz-Canel. Ông được bầu giữ chức vụ này sau Đại hội đảng lần thứ VIII tổ chức vào tháng 4 năm 2021, kế nhiệm Raúl Castro đã từ chức trong Đại hội..

## Lịch sử

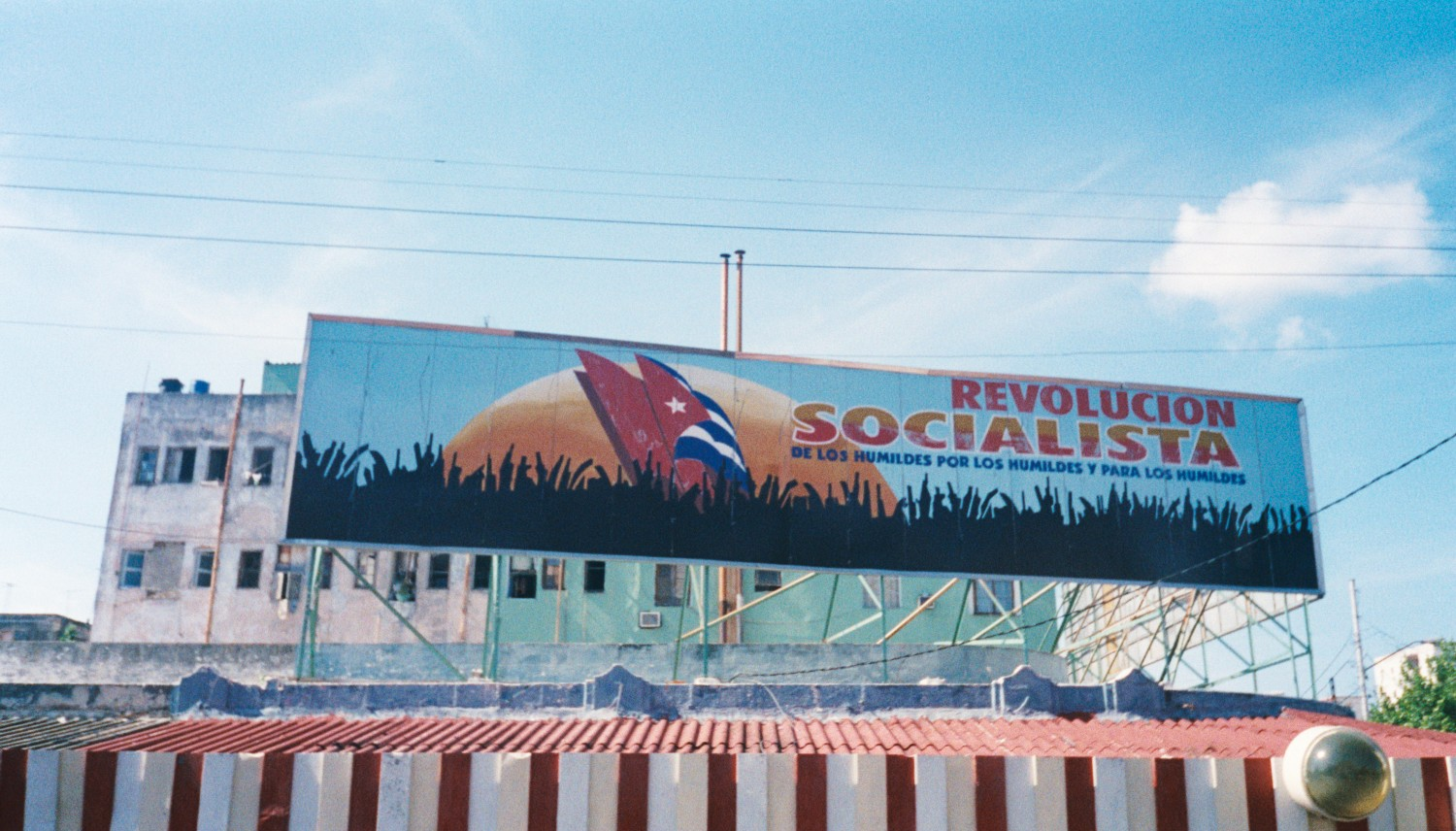
Một pa nô Đảng Cộng sản tại La Habana

Cuba đã có một số tổ chức cộng sản và theo chủ nghĩa vô chính phủ từ thời ban đầu của nước cộng hòa. Đảng Cộng sản Cuba "quốc tế hóa" ban đầu được thành lập vào thập niên 1920. Những người sáng lập gồm có Blas Roca, Anibal Escalante, Fabio Grobart và Julio Antonio Mella. Là một thành viên của Quốc tế thứ ba, đảng này sau này đã được đổi tên thành Đảng Xã hội Nhân dân vì lý do bầu cử. Đảng đã ủng hộ chính phủ của Fulgencio Batista, và có một số thành viên tham gia với cương vị quốc vụ khanh. Đảng Xã hội Nhân dân ban đầu ban đầu kịch liệt phê phán Fidel Castro. Sau cuộc cách mạng đô thị dẫn đến việc Fidel Castro lên nắm quyền vào ngày 1 tháng 1 năm 1959, thủ tướng Liên Xô Nikita Khrushchev đã hỏi ý kiến các cố vấn của ông về động cơ và lý lịch của Castro. Những người cố vấn này đã báo cáo rằng Castro là một đại diện của "haute bourgeoisie" (tư bản) và có khả năng đang làm cho CIA.
Bất chấp điều này, sự hợp tác giữa Liên Xô và Cuba gia tăng. Theo đó, vai trò của những người cộng sản trong cuộc sống chính trị Cuba cũng được ủng hộ tương tự. Tháng 7 năm 1961, hai năm sau cuộc cách mạng năm 1959, Các tổ chức Cách mạng Hợp nhất (ORI) đã được thành lập thông qua việc hợp nhất Phong trào 26 tháng 7 của Fidel Castro và Đảng Xã hội Nhân dân do Blas Roca lãnh đạo và Hội đồng Cách mạng 13 tháng 3 do Faure Chomón lãnh đạo. Ngày 26 tháng 3 năm 1962, ORI đã trở thành Đảng Thống Nhất Cách mạng Xã hội Chủ nghĩa Cuba (PURSC) và sau đó trở thành Đảng Cộng sản Cuba vào ngày 3 tháng 10 năm 1965. Đảng này vẫn là đảng chính trị được công nhân duy nhất ở Cuba. Các đảng phái khác, dù hiện là bất hợp pháp, không thể thực hiện vận động hay các hoạt động khác ở quốc gia nếu không sẽ bị xem là "phản cách mạng".
Trong 10 năm đầu tồn tại chính thức, Đảng Cộng sản Cuba khá ít hoạt động bên ngoài Bộ Chính trị. 100 ủy viên Ban Chấp hành trung ương hiếm khi hội họp và 10 năm sau thành lập thì Đại hội đảng lần đầu mới được tổ chức. Năm 1969, đảng này chỉ có 55.000 đảng viên, chiếm 0,7% dân số, khiến đây là đảng cộng sản cầm quyền nhỏ nhất thế giới. Thập niên 1970, bộ máy của đảng này bắt đầu phát triển. Tại đại hội đảng năm 1975, Đảng Cộng sản Cuba đã có 200.000 đảng viên và Ban Chấp hành Trung ương đã hội nghị thường lệ và tổ chức bộ máy. Đến năm 1980, đảng này có 430.000 đảng viên và năm 1985 có 520.000 đảng viên.
Cuộc khủng hoảng do sự sụp đổ của Liên Xô đã dẫn đến đại hội đảng lần thứ 4 năm 1991 là một sự cởi mở và tranh luận chưa có tiền lệ do cấp lãnh đạo cố tạo ra một sự nhất trí của công chúng để phản ứng lại "Giai đoạn đặc biệt". Ba triệu dân đã tham gia vào các cuộc tranh luận và thảo luận trước đại hội đảng về các chủ đề như cơ cấu chính trị và chính sách kinh tế. Đại hội năm 1991 đã định nghĩa lại đảng này là "đảng của đất nước Cuba" thay vì "đảng của giai cấp công nhân". Việc cấm các tín đồ tôn giáo vào đảng đã được dỡ bỏ. Ngoài ra, José Martí đã được nâng lên tầm Karl Marx và Lenin trong các hình tượng lý tưởng của đảng này.

## Các kỳ đại hội
Mặc dù Đại hội thành lập được tổ chức vào ngày 3 tháng 10 năm 1965, nhưng mãi đến tháng 12 năm 1975, Đảng Cộng sản Cuba mới tổ chức Đại hội Đảng lần đầu tiên. Từ đó đến nay, đã diễn ra 6 kỳ Đại hội vào các năm 1975, 1980, 1986, 1991, 1997, 2011, 2016 và 2021.
- Đại hội I: Tháng 12, 1975 (La Habana)
- Đại hội II: Tháng 12, 1980 (Santiago de Cuba)
- Đại hội III: Tháng 2, 1986 (Santiago de Cuba)
- Đại hội IV: Tháng 10, 1991 (Santiago de Cuba)
- Đại hội V: Tháng 10, 1997 (La Habana)
- Đại hội VI: Tháng 4, 2011 (La Habana)
- Đại hội VII: Tháng 4, 2016 (La Habana)
- Đại hội VIII: Tháng 4, 2021 (La Habana)

## Cơ cấu
- Đại hội (Congreso) được xác định là cơ quan tối cao của đảng, bầu chọn ra các Ủy viên Trung ương, phê duyệt điều lệ và các nghị quyết của đảng. Đại hội thành lập năm 1965 quy định các kỳ đại hội họp định kỳ mỗi 5 năm, hoặc khi Ủy ban Trung ương triệu tập Đại hội bất thường. Tuy nhiên, mãi đến năm 1975, Đại hội đầu tiên mới được tổ chức. Kỳ Đại hội VI cũng được hoãn nhiều lần và chỉ được tổ chức vào tháng 4 năm 2011, sau 14 năm gián đoạn kể từ Đại hội V.
- Ủy ban Trung ương (Comité Central) là cơ quan điều hành hoạt động của đảng giữa các kỳ đại hội, quyết định số lượng và bầu chọn thành viên của Bộ Chính trị, bầu Bí thư thứ nhất và thứ hai, thực hiện các nghị quyết, chính sách và chương trình mà Đại hội đã thông qua. Ủy ban Trung ương họp định kỳ mỗi năm 1 lần và đột xuất theo triệu tập của Bộ Chính trị. Ủy ban Trung ương được thiết lập đầu tiên ngay trong Đại hội thành lập vào năm 1965, với 225 thành viên, đã bầu Fidel Castro làm Bí thư thứ nhất và em trai Raul làm Bí thư thứ hai. Tại Đại hội V, số thành viên Ủy ban đã giảm xuống còn 150. Tại Đại hội VI, Fidel rút khỏi Bộ Chính trị, Raul Castro được bầu làm Bí thư thứ nhất và José Ramón Machado Ventura được bầu làm Bí thư thứ hai.
- Bộ Chính trị (Buró Político) là cơ quan quản lý cao nhất, quyết định đường lối của đảng, thực hiện các nghị quyết của Đại hội và Ủy ban Trung ương. Thời kỳ đầu, Bộ Chính trị chỉ có vài thành viên, gồm Bí thư thứ nhất và thứ hai cùng các Ủy viên Hội đồng Nhà nước. Năm 1991, Bộ Chính trị sáp nhập với Ban Bí thư để trở thành Bộ Chính trị mở rộng gồm 24 thành viên. Năm 2006, lại tách thành 2 cơ quan riêng biệt.
- Ban Bí thư (Secretariado) là cơ quan giúp việc cho Bộ Chính trị, gồm các thành viên là những người đứng đầu Ban Thường trực của Ủy ban Trung ương. Năm 1991, được sáp nhập với Bộ Chính trị để trở thành Bộ Chính trị mở rộng. Năm 2006, Ban Bí thư được thiết lập trở lại với vai trò như là một cơ quan thừa hành ở cấp chính phủ của đảng.

## Các tổ chức trực thuộc
- Đoàn Thanh niên Cộng Sản (Unión de Jóvenes Comunistas - UJC), thành lập năm 1962, là cơ quan hậu bị của đảng, được tổ chức theo mô hình Komsomol ở Liên Xô.
- Công đoàn Trung ương Cuba (Central de Trabajadores de Cuba - CTC), thành lập năm 1961.
- Liên đoàn Phụ nữ Cuba (Federación de Mujeres Cubanas - FMC), thành lập năm 1960.
- Hội Nông dân Quốc gia (Asociación Nacional de Agricultores Pequeños - ANAP), thành lập năm 1961.
- Đội Thiếu niên Tiền phong José Martí (Organización de Pioneros José Martí - OPJM) thành lập năm 1977.
- Liên đoàn Học sinh Trung học (Federación Estudiantil de la Enseñanza Media - FEEM), thành lập năm 1970.
- Liên đoàn Sinh viên Đại học (Federación Estudiantil Universitaria - FEU), thành lập năm 1922. Đây là tổ chức chính trị lâu đời nhất còn hoạt động tại Cuba, do Julio Antonio Mella sáng lập.
- Ủy ban Bảo vệ Cách mạng (Comités de Defensa de la Revolución - CDR), thành lập năm 1960.
- Hội Chiến binh Cách mạng Cuba (Asociación de Combatientes de la Revolución Cubana - ACRC), thành lập năm 1993.
- Hội Nhà báo Trung ương (Unión de Periodetas de Cuba - UPEC), thành lập năm 1963.

## Thành viên Bộ Chính trị đương nhiệm
Đại hội lần thứ 8 đã bầu các thành viên sau đây:
1. Miguel Díaz-Canel, Bí thư thứ nhất Đảng Cộng sản Cuba, Chủ tịch nước Cộng hòa Cuba.
2. Juan Esteban Lazo Hernández, Chủ tịch Quốc hội của Chính quyền Nhân dân.
3. Salvador Valdés Mesa, Phó Chủ tịch Cộng hòa Cuba.
4. Roberto Morales Ojeda, Phó Thủ tướng
5. Álvaro López Miera, Bộ trưởng Bộ Lực lượng Vũ trang Cách mạng
6. Bruno Rodríguez Parrilla, Bộ trưởng Bộ Ngoại giao
7. Ulises Guilarte de Nacimiento
8. Teresa María Amarelle Bué, Tổng thư ký Hội Liên hiệp Phụ nữ
9. Marta Ayala Ávila
10. Marta Ayala, Thủ tướng
11. José Amado Ricardo Guerra
12. Luis Alberto Rodríguez López-Calleja
13. Lázaro Alberto Álvarez Casas, Bộ trưởng Bộ Nội vụ
14. Gladys Martínez Verdecia, Bí thư thứ nhất Tỉnh ủy tỉnh Artemisa

## Thành viên Ban Bí thư đương nhiệm
1. Raúl Castro Ruz, Bí thư thứ nhất
2. José Ramón Machado Ventura, Bí thư thứ hai
3. Abelardo Álvarez Gil, Trưởng Ban Tổ chức và Cán bộ Trung ương
4. José Ramón Balaguer Cabrera, Trưởng Ban Đối ngoại Trung ương
5. Olga Lidia Tapia Iglesias, phụ trách công tác Giáo dục, Khoa học và Thể thao
6. Omar Ruiz Martín, Phụ trách Công nghiệp và Xây dựng.
7. Jorge Cuevas Ramos, phụ trách công tác Du lịch, Giao thông vận tải và Dịch vụ.